# Triangle
Triangle (стилизирано като ⊿) е вторият студиен албум на японското трио Парфюм, издаден на 8 юли 2009 от музикалната компания Tokuma Japan Communications. От албума три песни стават сингли: Love the World, Dream Fighter и One Room Disco.

## Песни
Всички песни са композирани и написани от Ясутака Наката.
| 1.    | Take Off                              | 0:49 |
| 2.    | Love the World                        | 4:33 |
| 3.    | Dream Fighter                         | 4:54 |
| 4.    | Edge (⊿-mix)                          | 8:43 |
| 5.    | Night Flight                          | 5:21 |
| 6.    | Kiss and Music                        | 2:35 |
| 7.    | Zero Gravity                          | 4:54 |
| 8.    | I Still Love U                        | 4:33 |
| 9.    | The Best Thing                        | 4:24 |
| 10.   | Speed of Sound                        | 3:59 |
| 11.   | ワンルーム・ディスコ (One Room Disco) | 5:09 |
| 12.   | 願い (Negai) (Album-mix)              | 4:59 |
| 54:48 |                                       |      |

|  | Тази страница частично или изцяло представлява превод на страницата Triangle_(Perfume_album) в Уикипедия на английски. Оригиналният текст, както и този превод, са защитени от Лиценза „Криейтив Комънс – Признание – Споделяне на споделеното“, а за съдържание, създадено преди юни 2009 година – от Лиценза за свободна документация на ГНУ. Прегледайте историята на редакциите на оригиналната страница, както и на преводната страница, за да видите списъка на съавторите. ВАЖНО: Този шаблон се отнася единствено до авторските права върху съдържанието на статията. Добавянето му не отменя изискването да се посочват конкретни източници на твърденията, които да бъдат благонадеждни. |